# ایفاسینا II
ایفاسینا II (به لاتین: Ifasina II) یک منطقهٔ مسکونی در ماداگاسکار است که در واتومندری واقع شده‌است. ایفاسینا II ۵٬۱۰۱ نفر جمعیت دارد.